# Das unerwartete Glück der Familie Payan
Das unerwartete Glück der Familie Payan (frz. Originaltitel: Le Petit Locataire) ist eine französische Filmkomödie aus dem Jahr 2016.

## Handlung
Nicole Payan ist 49 Jahre alt und arbeitet bei einer Mautstelle. Ihr Mann Jean-Pierre ist ein arbeitsloser, ehemaliger Profiturner der ehrenamtlich als Turntrainer in einem Sportverein arbeitet. Ihre Tochter Arielle benimmt sich wie ein Teenager, obwohl sie selbst schon Mutter einer Tochter ist. Daneben lebt noch Großmutter Mamilette im 4-Generationen Haushalt.
Als sich ihr Körper verändert, rechnet Nicole mit dem Eintritt der Wechseljahre. Zur großen Überraschung aller teilt ihr der Arzt allerdings mit, dass sie schwanger ist. Nicole muss sich die Frage stellen, ob sie in ihrem Alter das Kind bekommen will. Jeder in der Familie möchte natürlich mitentscheiden. Eine Abtreibung sagt sie im letzten Moment ab. In der Zwischenzeit übernimmt ihr Mann die Arbeit an der Mautstelle, was zu einer Entlassung führt. Auch stirbt die Oma und die Tochter Arielle zieht aus. Jean-Pierre trauert seinen verpassten Chancen nach, als Turntrainer groß rauszukommen. Als das Finale ansteht, darf er zum letzten Mal antreten, er erfährt aber, das seine Frau auf dem Weg zur Abtreibungsklinik nach Holland ist. Er verfolgt sie und kann sie schließlich von der Abtreibung abhalten.

## Produktion

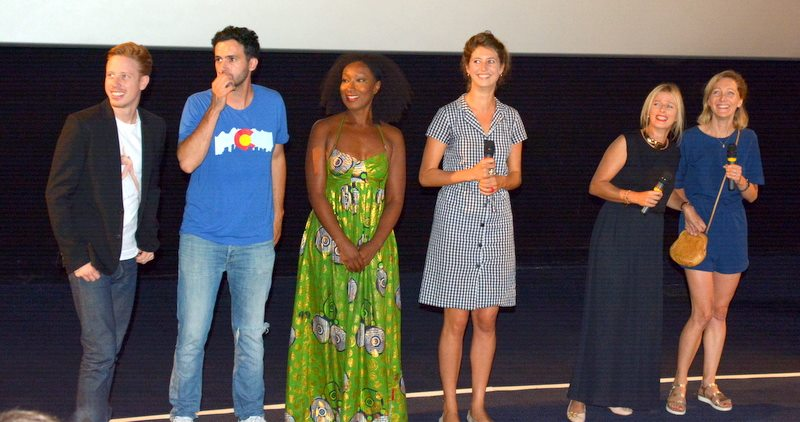
Bild der Filmpremiere

Der Film hatte auf dem Festival du film francophone d’Angoulême Premiere. In Deutschland war der Film am 24. Juni 2017 zuerst auf dem Filmfest München zu sehen. In die restlichen Kinos kam er am 20. Juli 2017. Österreich folgte einen Tag später.

## Synchronisation
Die deutsche Synchronisation erfolgte durch die Christa Kistner Synchronproduktion GmbH, Berlin, unter Regie von Monica Bielenstein.

## Kritik
„Überdrehte, wenig überraschende Sozialkomödie nach vertrautem Strickmuster.“